# Eagle (ABBA)
Eagle is een nummer van de Zweedse popgroep ABBA uit 1978. Het nummer is afkomstig van hun vijfde studioalbum The Album. Het nummer is het langste dat ze ooit opnamen (de albumversie duurt 05:51). 
Eagle werd uitgegeven met Thank You for the Music als B-kant. Vanwege de populariteit van Thank you for the music wordt de single in Nederland beschouwd als een dubbele A-kant.

## Achtergrond
Eagle werd geschreven door Benny Andersson en Björn Ulvaeus. Agnetha Fältskog en Anni-Frid Lyngstad deelden de zangpartijen. Eerder had het nummer de titels High, High en The Eagle gekregen. Voor de tekst werd Ulvaeus geïnspireerd door het boek Jonathan Livingston Seagull van Richard Bach.
Eagle werd geen grote hit in de hitlijsten. De voornaamste reden was dat het album waar het nummer opstond al te koop was. Een andere was dat het niet wereldwijd werd uitgebracht. Zo ging de geplande release in de VS uiteindelijk niet door. Om het nummer wat meer radiovriendelijk te maken, werd er een edit gemaakt van 04:25 (in plaats van 05:51). Hiervoor werden het instrumentale gedeelte en het derde refrein geschrapt. Sommige landen, zoals Australië, Frankrijk, Spanje, Zuid-Afrika en Scandinavië kregen zelfs een edit van de edit, waarbij het nummer werd weggedraaid na het tweede refrein, waardoor deze versie van het nummer slechts 03:33 duurde; bijna 02:20 korter dan het origineel.
Het nummer werd gepromoot met een videoclip van Lasse Hallström, terwijl eerder al een andere clip werd uitgegeven als deel van ABBA: The Movie. Deze laatste versie had veel special effects.
De single werd uitgebracht in mei 1978 om het gat te vullen tussen de vorige single Take a Chance on Me en de volgende, geheel nieuwe, Summer Night City. De B-kant van Eagle, Thank You for the Music werd in 1984 ook uitgebracht als single in een aantal landen, waaronder het Verenigd Koninkrijk en Nederland.

## Betekenis tekst
De tekst gaat volgens analisten in wezen over het verlangen naar transcendentie, het doorbreken van de gebruikelijke beperkingen waar men in het leven van alledag mee te maken heeft. De vlucht van een adelaar wordt daarbij als metafoor genomen voor het in hogere sferen komen. Het gedachtegoed van de Duitse filosoof Friedrich Nietzsche zou tevens een belangrijk bron van inspiratie voor het lied zijn geweest, met name het idee van een übermensch die zichzelf overwint en zijn eigen grenzen overstijgt.

## Covers
Het nummer is een aantal keer gecoverd, onder meer door Franck Pourcel. Ook bestaat er een coverversie in het Portugees van Perla. De oorspronkelijke versie van ABBA is echter het bekendst gebleven.

## Hitnotering
| Eagle/Thank You for the Music in de Nederlandse Top 40 - binnen: 20 mei 1978 | Eagle/Thank You for the Music in de Nederlandse Top 40 - binnen: 20 mei 1978 | Eagle/Thank You for the Music in de Nederlandse Top 40 - binnen: 20 mei 1978 | Eagle/Thank You for the Music in de Nederlandse Top 40 - binnen: 20 mei 1978 | Eagle/Thank You for the Music in de Nederlandse Top 40 - binnen: 20 mei 1978 | Eagle/Thank You for the Music in de Nederlandse Top 40 - binnen: 20 mei 1978 | Eagle/Thank You for the Music in de Nederlandse Top 40 - binnen: 20 mei 1978 | Eagle/Thank You for the Music in de Nederlandse Top 40 - binnen: 20 mei 1978 | Eagle/Thank You for the Music in de Nederlandse Top 40 - binnen: 20 mei 1978 | Eagle/Thank You for the Music in de Nederlandse Top 40 - binnen: 20 mei 1978 | Eagle/Thank You for the Music in de Nederlandse Top 40 - binnen: 20 mei 1978 |
| Week                                                                         | 1                                                                            | 2                                                                            | 3                                                                            | 4                                                                            | 5                                                                            | 6                                                                            | 7                                                                            | 8                                                                            | 9                                                                            |                                                                              |
| ---------------------------------------------------------------------------- | ---------------------------------------------------------------------------- | ---------------------------------------------------------------------------- | ---------------------------------------------------------------------------- | ---------------------------------------------------------------------------- | ---------------------------------------------------------------------------- | ---------------------------------------------------------------------------- | ---------------------------------------------------------------------------- | ---------------------------------------------------------------------------- | ---------------------------------------------------------------------------- | ---------------------------------------------------------------------------- |
| Nummer                                                                       | 25                                                                           | 10                                                                           | 5                                                                            | 4                                                                            | 4                                                                            | 11                                                                           | 16                                                                           | 26                                                                           | 34                                                                           | uit                                                                          |

| Eagle/Thank You for the Music in de Nederlandse Single Top 100 - binnen: 27 mei 1978 | Eagle/Thank You for the Music in de Nederlandse Single Top 100 - binnen: 27 mei 1978 | Eagle/Thank You for the Music in de Nederlandse Single Top 100 - binnen: 27 mei 1978 | Eagle/Thank You for the Music in de Nederlandse Single Top 100 - binnen: 27 mei 1978 | Eagle/Thank You for the Music in de Nederlandse Single Top 100 - binnen: 27 mei 1978 | Eagle/Thank You for the Music in de Nederlandse Single Top 100 - binnen: 27 mei 1978 | Eagle/Thank You for the Music in de Nederlandse Single Top 100 - binnen: 27 mei 1978 | Eagle/Thank You for the Music in de Nederlandse Single Top 100 - binnen: 27 mei 1978 | Eagle/Thank You for the Music in de Nederlandse Single Top 100 - binnen: 27 mei 1978 | Eagle/Thank You for the Music in de Nederlandse Single Top 100 - binnen: 27 mei 1978 | Eagle/Thank You for the Music in de Nederlandse Single Top 100 - binnen: 27 mei 1978 | Eagle/Thank You for the Music in de Nederlandse Single Top 100 - binnen: 27 mei 1978 |
| Week                                                                                 | 1                                                                                    | 2                                                                                    | 3                                                                                    | 4                                                                                    | 5                                                                                    | 6                                                                                    | 7                                                                                    | 8                                                                                    | 9                                                                                    | 10                                                                                   |                                                                                      |
| ------------------------------------------------------------------------------------ | ------------------------------------------------------------------------------------ | ------------------------------------------------------------------------------------ | ------------------------------------------------------------------------------------ | ------------------------------------------------------------------------------------ | ------------------------------------------------------------------------------------ | ------------------------------------------------------------------------------------ | ------------------------------------------------------------------------------------ | ------------------------------------------------------------------------------------ | ------------------------------------------------------------------------------------ | ------------------------------------------------------------------------------------ | ------------------------------------------------------------------------------------ |
| Nummer                                                                               | 28                                                                                   | 7                                                                                    | 7                                                                                    | 11                                                                                   | 12                                                                                   | 10                                                                                   | 12                                                                                   | 21                                                                                   | 22                                                                                   | 27                                                                                   | uit                                                                                  |

### Evergreen Top 1000
| Evergreen Top 1000 "Eagle" | Evergreen Top 1000 "Eagle" | Evergreen Top 1000 "Eagle" | Evergreen Top 1000 "Eagle" | Evergreen Top 1000 "Eagle" | Evergreen Top 1000 "Eagle" | Evergreen Top 1000 "Eagle" | Evergreen Top 1000 "Eagle" | Evergreen Top 1000 "Eagle" | Evergreen Top 1000 "Eagle" | Evergreen Top 1000 "Eagle" | Evergreen Top 1000 "Eagle" | Evergreen Top 1000 "Eagle" | Evergreen Top 1000 "Eagle" | Evergreen Top 1000 "Eagle" | Evergreen Top 1000 "Eagle" | Evergreen Top 1000 "Eagle" |
| Jaar                       | 2008                       | 2009                       | 2010                       | 2011                       | 2012                       | 2013                       | 2014                       | 2015                       | 2016                       | 2017                       | 2018                       | 2019                       | 2020                       | 2021                       | 2022                       | 2023                       |
| -------------------------- | -------------------------- | -------------------------- | -------------------------- | -------------------------- | -------------------------- | -------------------------- | -------------------------- | -------------------------- | -------------------------- | -------------------------- | -------------------------- | -------------------------- | -------------------------- | -------------------------- | -------------------------- | -------------------------- |
| Positie                    | -                          | -                          | -                          | -                          | 111                        | 380                        | 95                         | 91                         | 88                         | 78                         | 58                         | 114                        | 101                        | 93                         | 121                        | 96                         |

### NPO Radio 2 Top 2000
| Nummer met noteringen in de NPO Radio 2 Top 2000 | '99 | '00 | '01 | '02 | '03 | '04 | '05 | '06 | '07 | '08 | '09 | '10 | '11 | '12 | '13 | '14 | '15 | '16 | '17 | '18 | '19 | '20 | '21 | '22 | '23 | '24 |
| ------------------------------------------------ | --- | --- | --- | --- | --- | --- | --- | --- | --- | --- | --- | --- | --- | --- | --- | --- | --- | --- | --- | --- | --- | --- | --- | --- | --- | --- |
| Eagle                                            | 174 | 114 | 90  | 94  | 89  | 129 | 100 | 135 | 89  | 104 | 162 | 165 | 194 | 208 | 282 | 243 | 348 | 375 | 299 | 385 | 325 | 393 | 324 | 337 | 338 | 333 |

1. ↑  Een vetgedrukt getal geeft de hoogste notering aan.